# Langues Trans-Nouvelle-Guinée
Les langues Trans-Nouvelle-Guinée (TNG) sont une famille hypothétique de langues papoues parlées en Nouvelle-Guinée et selon certaines classifications dans les îles voisines, ainsi que dans le sud des Moluques et les îles d'Alor, Pantar et Timor. 

## Histoire de l'hypothèse

### Wurm (1975)
McElhanon et Voorhoeve (1970) sont les premiers à définir et nommer la famille trans-nouvelle-guinée qui rassemble alors les langues finisterre-huon et les familles du centre de la Nouvelle-Guinée. 
C'est Stephen Wurm (1975) qui donne une dimension tout autre à cette famille en y incluant un grand nombre d'autres familles de langues, réduisant le nombre de familles indépendantes de langues papoues à dix et quelques langues isolées.

### Ross (2005)
La méthode de Wurm est cependant fortement critiquée par Ross (2005). Au lieu d'avoir recours à la méthode comparatiste, Wurm utilise des pourcentages de comparaison de langue à langue, la méthode lexicostatistique. Les résultats étant souvent très faibles, Wurm les pallie en introduisant des correspondances typologiques, un élément connu pour être souvent des traits de diffusion régionales, donc difficilement reliable à une proto-langue. Ross reprend la classification des langues papoues, et notamment celle du trans-nouvelle-guinée en ayant recours à la comparaison des pronoms personnels, supposés être moins sujets à l'emprunt entre langues.

### Hammarström  (2012)
Ross aboutit à une nouvelle classification et pose de nombreuses hypothèses dans la parenté des langues papoues, sans pour autant les juger établies. 
Hammarström (2012) suit également la méthode comparatiste et reprend la classification de Ross. il met en avant les limites de l'utilisation des pronoms personnels : si environ la moitié des langues papoues ont des pronoms personnels à la première personne du singulier commençant par /n-/, c'est aussi le cas d'un quart des langues du monde. Il aboutit à une famille trans-nouvelle-guinée beaucoup plus restreinte, n'incluant que les familles pour lesquelles une parenté génétique a clairement été établie. 

## Liste des langues

### Classification de Hammarström
Hammarström regroupe les familles de langues rattachées de façon sûre à cet ensemble sous le nom de « trans-nouvelle-guinée nucléaire ». Bien que resserré, il rassemble 315 langues.
- groupe nouvelle-guinée sud et centrale
  - langues asmat-kamoro
  - langues ok-awyu[7]
    - langues grand awyu
    - langues ok-oksapmin
- groupe hautes-terres de nouvelle-guinée centre-Est
  - langues chimbu
- langues dani
- langues enganes
- langues finisterre-huon
- langues binandéréennes
- langues kainantu-gorokanes
- langues madang
  - langues croisilles
  - sous-groupe kalam-adelbert du Sud
    - langues kalam
    - langues adelbert du Sud

  - langues de la côte de rai
  - langues kowanes
- langues mek
- langues Wissel Lakes

### Classification de Ross
Cette liste comprend seulement les familles et langues isolées acceptées par Ross (2005) mais rejetées par Hammarström. Toutes ne sont pas incluses avec la même certitude.
- langues trans-nouvelle-guinée occidentales[9]
  - langues timor-alor-pantar
  - langues bomberai de l'Ouest
  - langues Wissel Lakes
  - langues dani
- tanahmerah, mor, dem, damal
- langues kaure-narau
- langues pauwasi
- langues kayagar
- langues kolopom
- morori
- kiwai-porome
  - langues kiwaianes
  - porome
- langues marind
- langues mombum
- langues gogodala-suki
- langues tirio
- langues eleman
- langues de l'intérieur du golfe
- langues turama-kikori
- langues teberanes
- pawaia
- langues anganes
- fasu
- langues kutubuanes de l'Est
- langues duna-pogaya
- langues awin-pa
- langues strickland de l'Est
- langues bosavi
- kamula
- wiru
- langues papoues du Sud-Est[10]
  - langues goilalanes
  - langues koiarianes
  - langues kwaleanes
  - langues manubaranes
  - langues yarebanes
  - langues mailuanes
  - langues daganes